# Tvetenia calvescens
Tvetenia calvescens är en tvåvingeart som först beskrevs av Edwards 1929.  Tvetenia calvescens ingår i släktet Tvetenia och familjen fjädermyggor.
Artens utbredningsområde är New Mexico. Arten är reproducerande i Sverige. Inga underarter finns listade i Catalogue of Life.